# زیردریایی یو-۳۵۵
زیردریایی یو-۳۵۵ (به انگلیسی: German submarine U-355) یک زیردریایی بود که طول آن ۶۷٫۱ متر (۲۲۰ فوت ۲ اینچ) بود. این زیردریایی در سال ۱۹۴۱ ساخته شد.